# سيدريك هوردجس
سيدريك هوردجس (بالإنجليزية: Cedrick Hordges)‏ مواليد 8 يناير 1957 في مونتغومري، هو لاعب كرة سلة أمريكي سابق. بدأ مسيرته الاحترافية في سنة 1980. تم اختياره من قبل فريق شيكاغو بولز خلال الدرافت. اعتزل اللعب في 1994.

## المسيرة الاحترافية
لعب مع دنفر ناغتس من سنة 1980 إلى 1982، ثم لعب مع بالاكانسترو فاريزي في الدوري الإيطالي من سنة 1982 إلى 1984، ثم لعب مع نادي غوريتسيا لكرة السلة في موسم 1988–1989، ثم لعب مع فورتيتودو بولونيا في الدوري الإيطالي في موسم 1990–1991.

## روابط خارجية
- سيدريك هوردجس على موقع إن بي أي (الإنجليزية)
- سيدريك هوردجس على موقع سبورتس رفرنس (الإنجليزية)
- سيدريك هوردجس على موقع الدوري الإسباني لكرة السلة (الإسبانية)
- سيدريك هوردجس على موقع كلية كرة السلة في سبورتس رفرنس.كوم (الإنجليزية)
- سيدريك هوردجس على موقع ريلجم (الإنجليزية)
- سيدريك هوردجس على موقع بروبوليرز (الإنجليزية)
- سيدريك هوردجس على موقع سبورتس رفرنس (الإنجليزية)